# 合山林太郎
合山 林太郎（ごうやま りんたろう、1977年 - ）は、日本の漢文学者。専門は江戸・明治時代の日本の漢文学。

## 略歴
福岡県出身。1996年福岡県立修猷館高等学校を経て、2000年、東京大学文学部言語文化学科日本語日本文学（国文学）卒業。2010年東京大学大学院人文社会系研究科日本文化研究専攻日本語日本文学専門分野（国文学）博士課程修了。
国立国会図書館司書を経て、2009年大阪大学大学院文学研究科講師、2013年同大コミュニケーションデザイン・センター講師（文学部を兼任）、2014年同准教授。2016年4月、慶應義塾大学文学部准教授に転じ、2023年4月同教授に就任。
2015年9月『幕末・明治期における日本漢詩文の研究』で第8回日本古典文学学術賞受賞。

## 著書

### 単著
- 『幕末・明治期における日本漢詩文の研究』（和泉書院、2014年）

### 編著書
- 滝川幸司・中本大 ・福島理子共編著『文化装置としての日本漢文学』（勉誠出版、2019年）